# Soma Novothny
Soma Novothny (Veszprém, Condado de Veszprém, 16 de junio de 1994) es un futbolista húngaro. Juega como delantero y su equipo es el Kisvárda F. C. de la Nemzeti Bajnokság I.

## Trayectoria
Formado en la cantera del club de su ciudad natal, el Veszprém, debutó con el primer equipo en 2011, marcando 9 goles en 13 partidos. En 2012 pasó al Napoli, para que jugara en las categorías inferiores del club italiano.
El 2 de septiembre de 2013 fue cedido a préstamo a otro club de Campania, el Paganese. El 1 de septiembre de 2014 pasó, otra vez en calidad de cedido, al Mantova, y el 5 de enero de 2015 al Südtirol de Bolzano.
El 19 de agosto de 2015 volvió a su país, en calidad de cedido al Diósgyőri de Miskolc. En el verano de 2016 fichó por el Sint-Truidense belga, que renovó la cesión de Novothny al Diósgyőri. En 2017 fue transferido al Újpest.

## Selección nacional
Ha sido internacional con las categorías inferiores de la selección de Hungría.

## Clubes
| Club                          | País          | Año       |
| ----------------------------- | ------------- | --------- |
| Veszprém F. C.                | Hungría       | 2011-2012 |
| S. S. C. Napoli               | Italia        | 2012-2013 |
| Paganese Calcio 1926 (cedido) | Italia        | 2013-2014 |
| Mantova F. C. (cedido)        | Italia        | 2014-2015 |
| F. C. Südtirol (cedido)       | Italia        | 2015      |
| Diósgyőri V. T. K. (cedido)   | Hungría       | 2015-2016 |
| K. Sint-Truidense V. V.       | Bélgica       | 2016-2017 |
| Diósgyőri V. T. K. (cedido)   | Hungría       | 2016-2017 |
| Újpest F. C.                  | Hungría       | 2017-2020 |
| Busan IPark F. C. (cedido)    | Corea del Sur | 2019      |
| VfL Bochum                    | Alemania      | 2020-2022 |
| Anorthosis Famagusta          | Chipre        | 2022      |
| Vasas F. C.                   | Hungría       | 2022-2024 |
| Ruch Chorzów                  | Polonia       | 2024-2025 |
| Kisvárda F. C.                | Hungría       | 2025      |